# 2022年イギリスグランプリ
2022年イギリスグランプリ（英:  2022 British Grand Prix）は、2022年のF1世界選手権の第10戦として、2022年7月3日にシルバーストン・サーキットにて開催。
正式名称は「Formula 1 Lenovo British Grand Prix 2022 」。

## 背景
タイヤ
本レースでピレリが持ち込むドライ用タイヤのコンパウンドはハード（白）：C1、ミディアム（黄）：C2、ソフト（赤）：C3のハード寄りの組み合わせ。提供されるセット数はハード2、ミディアム3、ソフト8。
| ドライ用   | ドライ用       | ドライ用   | ウェット用           | ウェット用   |
| C3         | C4             | C5         | インターミディエイト | フルウェット |
| ---------- | -------------- | ---------- | -------------------- | ------------ |
| （ハード） | （ミディアム） | （ソフト） | （小雨用）           | （大雨用）   |
DRS：2箇所※（　）内は検知ポイント
- DRS1：ターン5より50m先から（ターン3の手前25m）
- DRS2：ターン14から（ターン11）

## エントリーリスト
前戦から変更なし。

## フリー走行
FP1
2022年7月1日 13:00 BST(UTC+1)
トップはバルテリ・ボッタス。雨のセッションとなったが、週末を通して天候は回復する見通しだったため、タイム計測はわずか10台に留まった。
FP2
2022年7月1日 16:00 BST(UTC+1)
トップはカルロス・サインツ。アップグレードを持ち込んだメルセデスのルイス・ハミルトン、母国グランプリのランド・ノリスが続いた。
FP3
2022年7月2日 12:00 BST(UTC+1)
トップはマックス・フェルスタッペン。2位にセルジオ・ペレス、3位にシャルル・ルクレールが続いた。

## 予選
2022年7月2日 15:00 BST(UTC+1)（文章の出典）
ポールはカルロス・サインツで自身初の獲得。2番手にマックス・フェルスタッペン、3番手にシャルル・ルクレール。
Q1は全車インターミディエイトでタイム計測を行い、ハース勢とアストンマーティン勢、アレクサンダー・アルボンの5名が脱落。Q2では雨が強くなり、ランド・ノリスがアクアプレーニングを訴えるほどに路面は悪化した。Q3はサインツが終盤に最速タイムを更新、参戦151戦目で初のポールポジションを獲得した。

### 予選結果
| 順位    | No. | ドライバー                 | コンストラクター                        | Q1       | Q2       | Q3       | Grid |
| ------- | --- | -------------------------- | --------------------------------------- | -------- | -------- | -------- | ---- |
| 1       | 55  | カルロス・サインツ         | フェラーリ                              | 1:40.190 | 1:41.602 | 1:40.983 | 1    |
| 2       | 1   | マックス・フェルスタッペン | レッドブル-RBPT                         | 1:39.129 | 1:40.655 | 1:41.055 | 2    |
| 3       | 16  | シャルル・ルクレール       | フェラーリ                              | 1:39.846 | 1:41.247 | 1:41.298 | 3    |
| 4       | 11  | セルジオ・ペレス           | レッドブル-RBPT                         | 1:40.521 | 1:42.513 | 1:41.616 | 4    |
| 5       | 44  | ルイス・ハミルトン         | メルセデス                              | 1:40.428 | 1:41.062 | 1:41.995 | 5    |
| 6       | 4   | ランド・ノリス             | マクラーレン-メルセデス                 | 1:41.515 | 1:41.821 | 1:42.084 | 6    |
| 7       | 14  | フェルナンド・アロンソ     | アルピーヌ-ルノー                       | 1:41.598 | 1:42.209 | 1:42.116 | 7    |
| 8       | 63  | ジョージ・ラッセル         | メルセデス                              | 1:40.028 | 1:41.725 | 1:42.161 | 8    |
| 9       | 24  | 周冠宇                     | アルファロメオ-フェラーリ               | 1:40.791 | 1:42.640 | 1:42.719 | 9    |
| 10      | 6   | ニコラス・ラティフィ       | ウィリアムズ-メルセデス                 | 1:41.998 | 1:43.273 | 2:03.095 | 10   |
| 11      | 10  | ピエール・ガスリー         | アルファタウリ-RBPT                     | 1:41.680 | 1:43.702 |          | 11   |
| 12      | 77  | バルテリ・ボッタス         | アルファロメオ-フェラーリ               | 1:41.396 | 1:44.232 |          | 12   |
| 13      | 22  | 角田裕毅                   | アルファタウリ-RBPT                     | 1:41.893 | 1:44.311 |          | 13   |
| 14      | 3   | ダニエル・リカルド         | マクラーレン-メルセデス                 | 1:41.933 | 1:44.355 |          | 14   |
| 15      | 31  | エステバン・オコン         | アルピーヌ-ルノー                       | 1:41.730 | 1:45.190 |          | 15   |
| 16      | 23  | アレクサンダー・アルボン   | ウィリアムズ-メルセデス                 | 1:42.078 |          |          | 16   |
| 17      | 20  | ケビン・マグヌッセン       | ハース-フェラーリ                       | 1:42.159 |          |          | 17   |
| 18      | 5   | セバスチャン・ベッテル     | アストンマーティン・アラムコ-メルセデス | 1:42.666 |          |          | 18   |
| 19      | 47  | ミック・シューマッハ       | ハース-フェラーリ                       | 1:42.708 |          |          | 19   |
| 20      | 18  | ランス・ストロール         | アストンマーティン・アラムコ-メルセデス | 1:43.430 |          |          | 20   |
| ソース: |     |                            |                                         |          |          |          |      |

## 決勝
2022年7月3日 15:00 BST(UTC+1)（文章の出典）
優勝はカルロス・サインツ。2位にセルジオ・ペレス、3位にルイス・ハミルトンが続いた。
スタート直後に多重クラッシュが発生し赤旗中断となった。周冠宇のマシンは横転しタイヤバリアを跳び越えるほどの激しいクラッシュだったが、怪我もなく、のちにパドックに姿を見せた。レースは50分後に再開、グリッドはスタート当初のものとなった。スタート直後にセルジオ・ペレスとシャルル・ルクレールが接触し、お互いにフロントウイングの翼端板を失うダメージを受けた。その後、ペレスはピットインを行い最後尾（17位）まで順位を落としたが、レース終盤には4位まで浮上した。10周目にはカルロス・サインツがコース外へ飛び出し、マックス・フェルスタッペンはトップに立つが13周目に失速、フェラーリ勢に交わされた。パンクを疑いタイヤ交換をするものの改善されず、最終的に7位でレースを終えた。39周目にはエステバン・オコンがマシントラブルによりコース上に止まったため、セーフティカーが導入された。この時点での順位は、ルクレール・サインツ・ハミルトン・ペレスだったが、ルクレールだけピットに入れず、サインツ以下はピットインしソフトタイヤへ履き替えた。レースは残り10周で再開。サインツはルクレールを交わしトップに立つと、そのまま逃げ切り150戦目（参戦151戦目）にして初優勝を飾った。

### 出来事
ウェリントンストレートにかかる橋の付近から活動家が乱入したが、スタート直後に発生したクラッシュにより赤旗が掲示されており、当時のレースリーダーだったフェルスタッペンがレーシングスピードで遭遇することはなかった。のちに7名の活動家は地元警察に逮捕された。

### レース結果
| 順位    | No. | ドライバー                 | コンストラクター                        | 周回数 | タイム/リタイア原因 | Grid | Pts. |
| ------- | --- | -------------------------- | --------------------------------------- | ------ | ------------------- | ---- | ---- |
| 1       | 55  | カルロス・サインツ         | フェラーリ                              | 52     | 2:17:50.311         | 1    | 25   |
| 2       | 11  | セルジオ・ペレス           | レッドブル-RBPT                         | 52     | +3.779              | 4    | 18   |
| 3       | 44  | ルイス・ハミルトン         | メルセデス                              | 52     | +6.225              | 5    | 16FL |
| 4       | 16  | シャルル・ルクレール       | フェラーリ                              | 52     | +8.546              | 3    | 12   |
| 5       | 14  | フェルナンド・アロンソ     | アルピーヌ-ルノー                       | 52     | +9.571              | 7    | 10   |
| 6       | 4   | ランド・ノリス             | マクラーレン-メルセデス                 | 52     | +11.943             | 6    | 8    |
| 7       | 1   | マックス・フェルスタッペン | レッドブル-RBPT                         | 52     | +18.777             | 2    | 6    |
| 8       | 47  | ミック・シューマッハ       | ハース-フェラーリ                       | 52     | +18.955             | 19   | 4    |
| 9       | 5   | セバスチャン・ベッテル     | アストンマーティン・アラムコ-メルセデス | 52     | +22.356             | 18   | 2    |
| 10      | 20  | ケビン・マグヌッセン       | ハース-フェラーリ                       | 52     | +24.590             | 17   | 1    |
| 11      | 18  | ランス・ストロール         | アストンマーティン・アラムコ-メルセデス | 52     | +26.147             | 20   |      |
| 12      | 6   | ニコラス・ラティフィ       | ウィリアムズ-メルセデス                 | 52     | +32.511             | 10   |      |
| 13      | 3   | ダニエル・リカルド         | マクラーレン-メルセデス                 | 52     | +32.817             | 14   |      |
| 14      | 22  | 角田裕毅                   | アルファタウリ-RBPT                     | 52     | +40.910             | 13   |      |
| Ret     | 31  | エステバン・オコン         | アルピーヌ-ルノー                       | 37     | DNF                 | 15   |      |
| Ret     | 10  | ピエール・ガスリー         | アルファタウリ-RBPT                     | 26     | DNF                 | 11   |      |
| Ret     | 77  | バルテリ・ボッタス         | アルファロメオ-フェラーリ               | 20     | DNF                 | 12   |      |
| Ret     | 63  | ジョージ・ラッセル         | メルセデス                              | 0      | DNF                 | 8    |      |
| Ret     | 24  | 周冠宇                     | アルファロメオ-フェラーリ               | 0      | DNF                 | 9    |      |
| Ret     | 23  | アレクサンダー・アルボン   | ウィリアムズ-メルセデス                 | 0      | DNF                 | 16   |      |
| ソース: |     |                            |                                         |        |                     |      |      |

追記
- ^FL - ファステストラップの1点を含む

#### 達成された主な記録
- 初優勝：カルロス・サインツ
- 初入賞：ミック・シューマッハ

## 第10戦終了時点のランキング

### ワールド・チャンピオンシップ
|         | 順位 | ドライバー                 | ポイント | 1位との差 |
| ------- | ---- | -------------------------- | -------- | --------- |
|         | 1    | マックス・フェルスタッペン | 181      |           |
|         | 2    | セルジオ・ペレス           | 147      | -34       |
|         | 3    | シャルル・ルクレール       | 138      | -43       |
| 1       | 4    | カルロス・サインツ         | 127      | -54       |
| 1       | 5    | ジョージ・ラッセル         | 111      | -70       |
| ソース: |      |                            |          |           |

|         | 順位 | コンストラクター        | ポイント | 1位との差 |
| ------- | ---- | ----------------------- | -------- | --------- |
|         | 1    | レッドブル-RBPT         | 328      |           |
|         | 2    | フェラーリ              | 265      | -63       |
|         | 3    | メルセデス              | 204      | -124      |
|         | 4    | マクラーレン-メルセデス | 73       | -255      |
|         | 5    | アルピーヌ-ルノー       | 67       | -261      |
| ソース: |      |                         |          |           |

- 注：いずれもトップ5まで掲載。

### DHLファステストラップアワード
|         | 順位 | ドライバー                 | 獲得数 |
| ------- | ---- | -------------------------- | ------ |
|         | 1    | シャルル・ルクレール       | 3      |
|         | 2    | マックス・フェルスタッペン | 2      |
|         | 3    | セルジオ・ペレス           | 2      |
| 2       | 4    | ルイス・ハミルトン         | 1      |
| 1       | 5    | カルロス・サインツ         | 1      |
| ソース: |      |                            |        |

- 注：いずれもトップ5まで掲載。
- 注：ファストテストラップアワードは同数の場合、カウントバック方式がとられている。